# دوغ نولان
دوغ نولان (بالإنجليزية: Doug Nolan)‏ هو لاعب هوكي الجليد أمريكي، ولد في 5 يناير 1976 في كوينسي في الولايات المتحدة.

## وصلات خارجية
- دوغ نولان على موقع دوري الهوكي الوطني (الإنجليزية)
- دوغ نولان على موقع EliteProspects.com (الإنجليزية)
- دوغ نولان على موقع Eurohockey.com (الإنجليزية)
- دوغ نولان على موقع HockeyDB.com (الإنجليزية)